# Muhammad Kasim Mirza
Muhammad Kasim Mirza ibn Kutb al-Din Muhammad (1422-1447 o más tarde) fue un príncipe timúrida, hijo de Kutb al-Din Muhammad Juki y nieto de Shahruj. 
A la muerte de su padre Kutb al-Din Muhammad Juki, en 1445, recibió la provincia de Balkh y dependencias, conjuntamente con su hermano Abu Bakr ibn Kutb al-Din Muhammad. A Muhammad Kasim le correspondieron las tierras al sur del río Amu Daria, con Balkh, Shapurkan, Kunduz y Baglán. Al conocerse la muerte del emperador Shahruj en Rayy, Abu Bakr en un golpe de mano se apoderó el 13 de marzo de 1447 de Balkh.